# Xitangqiao (köpinghuvudort i Kina, Zhejiang Sheng, lat 30,61, long 120,98)
Xitangqiao är en köpinghuvudort i Kina. Den ligger i provinsen Zhejiang, i den östra delen av landet, omkring 88 kilometer nordost om provinshuvudstaden Hangzhou. Antalet invånare är 62 883. Befolkningen består av 31 456 kvinnor och 31 427 män. Barn under 15 år utgör 12,0 %, vuxna 15-64 år 76 %, och äldre över 65 år 11,0 %.
Närmaste större samhälle är Zhapu, 10,0 km öster om Xitangqiao. Trakten runt Xitangqiao består till största delen av jordbruksmark.
Genomsnittlig årsnederbörd är 1 729 millimeter. Den regnigaste månaden är juni, med i genomsnitt 295 mm nederbörd, och den torraste är november, med 71 mm nederbörd.